# Острый перец (фильм)
«Острый перец» (телугу మిర్చి, Mirchi) — индийский фильм режиссёра-дебютанта Кораталы Шивы, вышедший в прокат 8 февраля 2006 года в оригинале на языке телугу. Главные роли сыграли Прабхас, Анушка Шетти и Рича Гангопадхай. По сюжету героиня Ричи влюбляется в своего знакомого, который приехал к ней в деревню и настроил её воинственных родственников на мирный лад, не зная, что он преследовал свои цели.
Картина получила в прокате статус «блокбастер», вошла в число самых кассовых фильмов Толливуда и была награждена двумя SIIMA Awards и Filmfare Awards South за лучший закадровый вокал.
Фильм был переснят на каннада, бенгальском языке и одия под названиями Maanikya, Bindaas и Biswanath соответственно. Перевод фильма на русский язык осуществлен по заказу компании Ред Медиа для показа на канале Индия ТВ.

## Сюжет
Однажды вечером на улицах Италии встретились двое молодых людей из Андхра-Прадеш, Джай и Манаса. Вскоре они стали друзьями, но затем Манаса попросила оставить её в покое. Причина её просьбы — её родственники, их жестокость и кровожадность. Когда Манаса поехала назад в Индию, Джай отправился за ней. Он познакомился и подружился с её братом Пурной и смог укротить его жестокий нрав, поселив в его сердце любовь к девушке. В итоге Пурна пригласил его погостить в его доме на каникулах. Живя в семье Манасы, Джай понемногу смягчал характеры её родственников и скрашивал их жизнь. Это привело к тому, что Манаса влюбилась в него.
Но когда она призналась в своих чувствах, Джай открыл ей правду о том, что он сын кровных врагов её семьи. После смерти его деда, его отец остался в деревне, чтобы управлять делами и свести на нет кровавые конфликты. Но его мать испугалась оставаться там и забрала сына в город. Когда Джай вырос, он приехал навестить отца и познакомился со своей кузиной Веннелой. Между молодыми людьми зародились чувства и дело дошло до свадьбы, на которую приехала и мать Джая. Однако приехав в деревню, Джай, не разделяющий пацифистских взглядов отца, стал причиной ужесточения конфликта между двумя семьями. В день свадьбы члены семьи Манасы напали на дом Джая, и в суматохе драки погибла его мать. Опечаленный кончиной жены, отец Джая выгнал того из дома, и он уехал в Италию. Но когда он встретил Манасу, то решил, что сможет примирить две семьи, как того хотел отец.
Джаю удалось смягчить нрав всех членов семьи Манасы кроме её дяди Умы. Тот принимает только путь силы и недолюбливает Джая за его стремление решать проблемы мирным путём. Чтобы понравиться ему, Джаю пришлось победить всех его людей. Тогда Ума дал ему решающее задание — убить сына их кровных врагов.

## В ролях
- Прабхас — Джай
- Рича Гангопадхай — Манаса
- Анушка Шетти — Веннела
- Сатьярадж — Дева, отец Джая
- Сампат Радж[англ.] — Ума, дядя Манасы
- Суббараджу[англ.] — Пурна, брат Манасы
- Нагиниду[англ.] — старший брат Умы
- Надия[англ.] — Лата, мать Джая
- Адитья[англ.] — Бабаи, дядя Джая
- Рагху Бабу[англ.] — член семьи Джая
- Сатьям Раджеш[англ.] — кузен Джая и Веннелы
- Брахманандам[англ.] — Вира Пратап, арендодатель

## Производство
Первоначально фильм планировалось назвать Vaaradhi (рус. Мост), однако затем название было заменено, чтобы удовлетворить более молодую аудиторию.
Фильм планировалось выпустить во время фестиваля Макара-санкранти.
Съёмки фильма начались в декабре 2011 года, ещё до завершения предыдущего фильма Прабхаса «Мятежник», и проходили в таких местах как Керала, Пуна, Тенкаси и Поллачи. Первые сцены были сняты в Национальной полицейской академии Сардара Валлабхаи Пателя.
Основная часть съёмок в Хайдарабаде была произведена на киностудии Рамоджи.
В октябре 2012 года, после завершения съёмок в Хайдарабаде и Пуне, съёмочная группа отправилась в Италию. Съёмки в Италии заняли 20 дней, съёмки в Тенкаси и Пуне — примерно по 25 дней.
Права на театральный прокат фильма были приобретены Great India Films.

## Саундтрек
Все тексты написаны Рамаджогайя Шастри, вся музыка написана Деви Шри Прасадом.
| №                   | Название            | Исполнители                   | Длительность |
| ------------------- | ------------------- | ----------------------------- | ------------ |
| 1.                  | «Mirchi»            | Чинна Понну                   | 1:23         |
| 2.                  | «Yahoon Yahoon»     | Мика Сингх                    | 4:40         |
| 3.                  | «Idhedho Bagundey»  | Виджай Пракаш, Анита          | 4:26         |
| 4.                  | «Pandagala»         | Кайлаш Кхер                   | 4:51         |
| 5.                  | «Barbie Girl»       | Джасприт Джаз, Сучитра        | 3:57         |
| 6.                  | «Nee Choopula»      | Кайлаш Кхер                   | 0:58         |
| 7.                  | «Darlingey»         | Деви Шри Прасад, Гита Мадхури | 3:44         |
| Общая длительность: | Общая длительность: | Общая длительность:           | 24:03        |

## Критика
| Рейтинги           | Рейтинги                                                                                |
| Издание            | Оценка                                                                                  |
| ------------------ | --------------------------------------------------------------------------------------- |
| The Times of India | 3,5 из 5 звёзд · 3,5 из 5 звёзд · 3,5 из 5 звёзд · 3,5 из 5 звёзд · 3,5 из 5 звёзд      |
| Rediff.com         | 2,5 из 5 звёзд · 2,5 из 5 звёзд · 2,5 из 5 звёзд · 2,5 из 5 звёзд · 2,5 из 5 звёзд      |
| Sify               | 4 из 5 звёзд · 4 из 5 звёзд · 4 из 5 звёзд · 4 из 5 звёзд · 4 из 5 звёзд                |
| Idlebrain.com      | 3,25 из 5 звёзд · 3,25 из 5 звёзд · 3,25 из 5 звёзд · 3,25 из 5 звёзд · 3,25 из 5 звёзд |
| 123telugu.com      | 3,25 из 5 звёзд · 3,25 из 5 звёзд · 3,25 из 5 звёзд · 3,25 из 5 звёзд · 3,25 из 5 звёзд |

Картик Пасупате из The Times of India назвал «Острый перец» смесью ранее вышедших фильмов вроде «Мистер Совершенство», «Суперигрок» и «Сын тигра» и заметил, что его стоит смотреть только из-за Прабхаса, «ибо не так много, что ещё этот фильм может предложить, кроме экстремально крупных планов талии Ричи».
С ним согласна Вишнуприя Бандарам из The Hindu, добавившая, что «фильм в значительной мере полагается на его [Прабхаса] язык тела и танцевальные навыки, а не на сценарий».
CNN-IBN также отметил, что режиссёр показал «историю, не отличающуюся от нескольких телугу фильмов, сделанных за последние годы, с дополнительной дозой насилия, чтобы привлечь аудиторию из всех групп».
Радхика Раджамани из Rediff.com похвалила диалоги, но назвала фильм «очередной халтурой с динамичными драками», добавив, что «Шива не показал много изобретательности в написании сценария».
Sify охарактеризовал фильм как «достойное развлечение», а взаимное влечение между Прабхасом и Анушкой как идеальное.
Вердиктом IndiaGlitz стало: «с невыразительным сценарием и кучей банальных элементов, „Острый перец“ не предлагает ни новизны, ни азарта. Хотя свирепость Прабхаса и диалоги работают на него».
Idlebrain.com указал в качестве плюсов фильма — «Прабхаса, музыку и разностороннюю ориентированность», отметив, что, с другой стороны, уровень насилия следовало бы смягчить, а история должна была быть свежей.
123telugu.com заметил, что фильм не такой интересный, как предполагает его название из-за слабой кульминации и предсказуемого сюжета, а основными достоинствами посчитал гламурный внешний вид главного героя, комедийные эпизоды с Брахманандамом и некоторые диалоги.
Gulte.com назвал его «предсказуемым, рутинным коммерческим фильмом, который однако сыграет на чувствах целевой аудитории».

## Награды и номинации
| Награды и номинации | Награды и номинации            | Награды и номинации                  | Награды и номинации                    | Награды и номинации | Награды и номинации |
| Дата                | Награда                        | Категория                            | Номинант                               | Результат           | Ссылка              |
| ------------------- | ------------------------------ | ------------------------------------ | -------------------------------------- | ------------------- | ------------------- |
| 12 июля 2014        | Filmfare Awards South (Телугу) | Лучший фильм                         |                                        | Номинация           | [ 24 ]              |
| 12 июля 2014        | Filmfare Awards South (Телугу) | Лучшая режиссура                     | Коратала Шива                          | Номинация           | [ 24 ]              |
| 12 июля 2014        | Filmfare Awards South (Телугу) | Лучшая мужская роль                  | Прабхас                                | Номинация           | [ 24 ]              |
| 12 июля 2014        | Filmfare Awards South (Телугу) | Лучшая женская роль                  | Анушка Шетти                           | Номинация           | [ 24 ]              |
| 12 июля 2014        | Filmfare Awards South (Телугу) | Лучшая музыка к песне                | Деви Шри Прасад                        | Номинация           | [ 24 ]              |
| 12 июля 2014        | Filmfare Awards South (Телугу) | Лучшие стихи к песне                 | Рамаджогайя Шастри («Mirchi»)          | Номинация           | [ 24 ]              |
| 12 июля 2014        | Filmfare Awards South (Телугу) | Лучший женский закадровый вокал      | Чинна Понну («Mirchi»)                 | Номинация           | [ 24 ]              |
| 12 июля 2014        | Filmfare Awards South (Телугу) | Лучший мужской закадровый вокал      | Кайлаш Кхер («Pandagala»)              | Победа              | [ 25 ]              |
| 13 сентября 2014    | SIIMA Awards (Телугу)          | Лучший фильм                         |                                        | Номинация           | [ 26 ] [ 27 ]       |
| 13 сентября 2014    | SIIMA Awards (Телугу)          | Лучшая режиссура                     | Коратала Шива                          | Номинация           | [ 26 ] [ 27 ]       |
| 13 сентября 2014    | SIIMA Awards (Телугу)          | Лучшая мужская роль                  | Прабхас                                | Номинация           | [ 26 ] [ 27 ]       |
| 13 сентября 2014    | SIIMA Awards (Телугу)          | Лучшая мужская роль второго плана    | Сатьярадж                              | Номинация           | [ 26 ] [ 27 ]       |
| 13 сентября 2014    | SIIMA Awards (Телугу)          | Лучшая отрицательна роль             | Сампат Радж                            | Номинация           | [ 26 ] [ 27 ]       |
| 13 сентября 2014    | SIIMA Awards (Телугу)          | Лучшая операторская работа           | Мадхи                                  | Номинация           | [ 26 ] [ 27 ]       |
| 13 сентября 2014    | SIIMA Awards (Телугу)          | Лучшая постановка боевых сцен        | Анал Арасу                             | Номинация           | [ 26 ] [ 27 ]       |
| 13 сентября 2014    | SIIMA Awards (Телугу)          | Лучшая постановка танцев             | Прем Ракшит («Darlingeh»)              | Номинация           | [ 26 ] [ 27 ]       |
| 13 сентября 2014    | SIIMA Awards (Телугу)          | Лучший режиссёрский дебют            | Коратала Шива                          | Победа              | [ 28 ] [ 29 ]       |
| 13 сентября 2014    | SIIMA Awards (Телугу)          | Лучший продюсерский дебют            | Вамси Кришна Редди и Прамод Уппалапати | Победа              | [ 28 ] [ 29 ]       |
| 2 марта 2017        | Nandi Awards                   | Лучший фильм                         |                                        | Победа              | [ 30 ] [ 31 ]       |
| 2 марта 2017        | Nandi Awards                   | Лучшая мужская роль                  | Прабхас                                | Победа              | [ 30 ] [ 31 ]       |
| 2 марта 2017        | Nandi Awards                   | Лучшая отрицательна роль             | Сампат Радж                            | Победа              | [ 30 ] [ 31 ]       |
| 2 марта 2017        | Nandi Awards                   | Лучший режиссёрский дебют            | Коратала Шива                          | Победа              | [ 30 ] [ 31 ]       |
| 2 марта 2017        | Nandi Awards                   | Лучшая работа художника-постановщика | А. С. Пракаш                           | Победа              | [ 30 ] [ 31 ]       |
| 2 марта 2017        | Nandi Awards                   | Лучший мужской закадровый вокал      | Кайлаш Кхер («Pandagala»)              | Победа              | [ 30 ] [ 31 ]       |